# Tala Birell

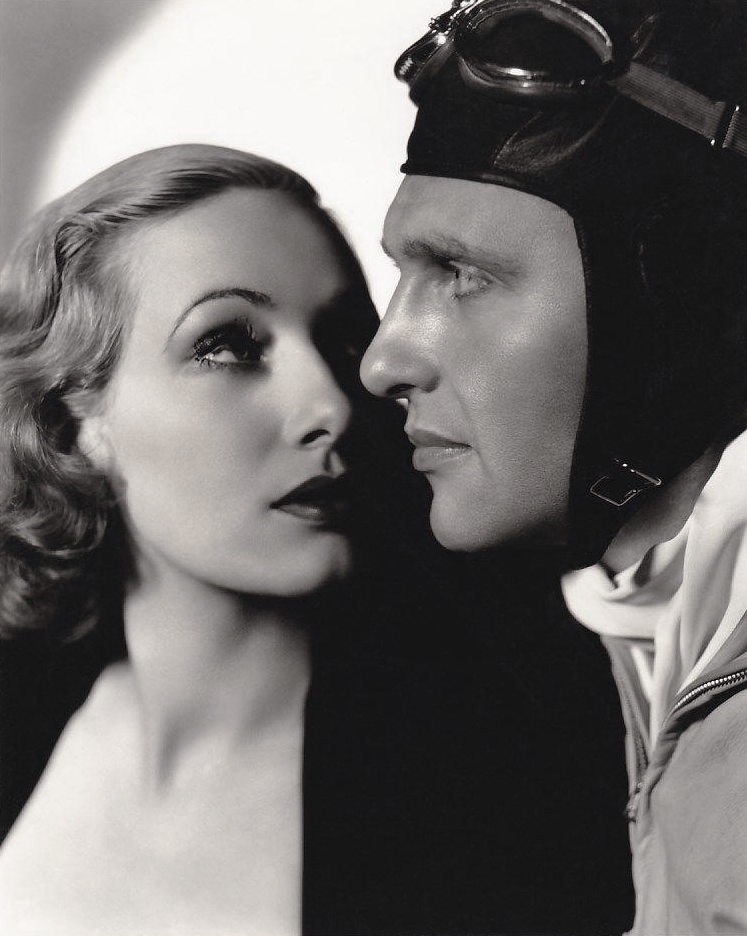
Tala Birrell mit Ralph Bellamy in dem Fliegerfilm Air Hawks (1935)

Tala Birell (gebürtig Nathalie Bierl; * 10. September 1907 in Bukarest; † 17. Februar 1958 in Landstuhl  (Anm.)) war eine österreichische Schauspielerin.

## Leben und Wirken
Tala Birell wurde als Tochter des in Bukarest tätigen bayrischen Geschäftsmannes Karl Bierl sowie der aus dem österreichisch-ungarischen Galizien stammenden Stefanie von Schaydakowska in Bukarest geboren. Sie begann als Bühnenschauspielerin und erhielt ab 1930 bedeutende Rollen in deutschen und internationalen Filmproduktionen. 1931 wechselte Tala Birell nach Hollywood, wo die Filmgesellschaft Universal sie in Rollen des an Greta Garbo orientierten Frauenideals einsetzte.
Birell übernahm jahrelang größere Aufgaben als Schauspielerin in amerikanischen Filmen, etwa in Leoparden küßt man nicht, der Durchbruch zum Star gelang ihr jedoch nie. 1951 kehrte die Künstlerin nach Europa zurück und arbeitete in Nürnberg und später an anderen Orten Europas in der Leitung der US-Truppenbetreuung. Tala Birell wurde in Marquartstein bestattet.

## Filmografie (Auswahl)
- 1926: Man spielt nicht mit der Liebe
- 1927: Ich habe im Mai von der Liebe geträumt
- 1930: Menschen im Käfig
- 1930: Die Tat des Andreas Harmer
- 1931: Liebe auf Befehl
- 1931: Meine Cousine aus Warschau
- 1932: The Doomed Battalion
- 1933: Nagana
- 1933: Let’s Fall in Love
- 1934: The Captain Hates the Sea
- 1935: Leise kommt das Glück zu Dir (Let’s Live Tonight)
- 1935: Air Hawks
- 1935: Schuld und Sühne (Crime and Punishment)
- 1935: The Lone Wolf Returns
- 1937: She’s Dangerous
- 1937: As Good as Married
- 1938: Leoparden küßt man nicht (Bringing Up Baby)
- 1938: Invisible Enemy
- 1938: Josette
- 1942: Seven Miles from Alcatraz
- 1942: One Dangerous Night
- 1943: China
- 1943: Isle of Forgotten Sins
- 1943: Women in Bondage
- 1943: Das Lied von Bernadette (The Song of Bernadette)
- 1944: The Purple Heart
- 1944: Make Your Own Bed
- 1944: Till We Meet Again
- 1944: Tagebuch einer Frau (Mrs. Parkington)
- 1945: Jungle Queen
- 1945: Die Macht des Whistler (The Power of the Whistler)
- 1945: Girls of the Big House
- 1946: Dangerous Millions
- 1947: Philo Vance’s Gamble
- 1947: Philo Vance’s Secret Mission
- 1947: Clara Schumanns große Liebe (Song of Love)
- 1948: Women in the Night
- 1948: Homicide for Three
- 1955: Flash Gordon (Fernsehserie, eine Folge)
- 1956: Jungle Safari